# Гехадір (Арагацотн)
Гехадір (вірм. Գեղադիր) — село в марзі Арагацотн, на північному заході Вірменії. Село розташоване за 32 км на північний захід від міста Апаран, за 15 км на схід від міста Артік, за 3 км на схід від села Норашен та за 4 км на північний захід від села Хнаберд.
| Рік  | Чисельність | Чисельність |
| ---- | ----------- | ----------- |
| 1873 | 141         | [ 1 ]       |
| 1897 | 257         | [ 1 ]       |
| 1914 | 290         | [ 1 ]       |

| Рік  | Чисельність | Чисельність |
| ---- | ----------- | ----------- |
| 1926 | 250         | [ 1 ]       |
| 1939 | 464         | [ 1 ]       |
| 1959 | 457         | [ 1 ]       |

| Рік  | Чисельність | Чисельність |
| ---- | ----------- | ----------- |
| 1979 | 500         | [ 1 ]       |
| 1989 | 589         | [ 1 ]       |
| 2001 | 676         | [ 1 ]       |

| Рік  | Чисельність | Чисельність |
| ---- | ----------- | ----------- |
| 2004 | 835         | [ 1 ]       |
| 2009 | 682         |             |
| 2011 | 590         | [ 2 ]       |

| Рік  | Чисельність | Чисельність |
| ---- | ----------- | ----------- |
| 1873 | 141         | [ 1 ]       |
| 1897 | 257         | [ 1 ]       |
| 1914 | 290         | [ 1 ]       |

| Рік  | Чисельність | Чисельність |
| ---- | ----------- | ----------- |
| 1926 | 250         | [ 1 ]       |
| 1939 | 464         | [ 1 ]       |
| 1959 | 457         | [ 1 ]       |

| Рік  | Чисельність | Чисельність |
| ---- | ----------- | ----------- |
| 1979 | 500         | [ 1 ]       |
| 1989 | 589         | [ 1 ]       |
| 2001 | 676         | [ 1 ]       |

| Рік  | Чисельність | Чисельність |
| ---- | ----------- | ----------- |
| 2004 | 835         | [ 1 ]       |
| 2009 | 682         |             |
| 2011 | 590         | [ 2 ]       |